# Google
Google LLC (вимовляється [ˈɡuːɡəl]) — американська публічна транснаціональна корпорація, яку заснували 1998 року аспіранти Стенфордського університету Ларрі Пейдж і Сергій Брін.
Найпопулярніший пошуковий сервіс станом на 2021 рік, має у власності, зокрема, YouTube і Blogger. Штаб-квартира корпорації розташована в Кремнієвій долині, представництва компанії також є в Північній Америці, Австралії, Європі та Азії.
Google.com — найвідвідуваніший сайт у світі (поряд із facebook.com). Водночас компанію звинувачують у порушенні права на приватність, авторського права та цензури.

## Основні відомості
Google заснована 4 вересня 1998 року як приватна компанія, що займається розробкою, розвитком і дизайном найпопулярнішого в Інтернеті пошукового сервісу. Днем народження Google вважається — 15 вересня. Google підтримує та розробляє низку інтернет-сервісів і продукції, отримуючи дохід передусім від реклами, завдяки своїй програмі Ads. Компанію заснували Ларрі Пейдж і Сергій Брін. 19 серпня 2004 року Google розпочала продаж своїх акцій на фондовому ринку. Тоді Ларрі Пейдж, Сергій Брін та Ерік Шмідт домовилися про спільну співпрацю протягом 20 років, до 2024 року. Проголошеною місією компанії від самого початку була «організація світової інформації, забезпечення її доступності та користі для всіх», а неофіційне гасло компанії, придумане інженером Google Полом Бакхейтом — «Не будь злим» (англ. Don't be evil). 2003 року компанія переїхала до своєї нинішньої штаб-квартири в Маунтін-В'ю, штат Каліфорнія (США), де працюють близько 28 тис. робітників.
Google керує понад мільйоном серверів у центрах опрацювання даних (ЦОД) у всьому світі, опрацьовуючи більше мільярда пошукових запитів і 24 петабайт користувацьких даних щодня. Швидкий ріст Google з моменту його заснування призвів до виникнення великої кількості продукції, не пов'язаної безпосередньо з головним продуктом компанії — пошуковою системою. Google має онлайн-продукти на кшталт поштового сервісу Gmail. У компанії є також і десктопні продукти, такі як браузер Google Chrome і програма обміну миттєвими повідомленнями Google Hangouts. Крім того, Google веде розробку мобільної операційної системи Android, яку використовує велика кількість смартфонів, а також операційної системи Google Chrome OS.
За версією BrandZ, Google — найсильніший бренд у світі, а за версією компанії Brand-Finance — найдорожчий (44,3 млрд дол.) бренд світу у 2011 році. Проте, в 2015 і в 2016 році, вартість бренду була другою після бренду Apple. 2011 року Google було визнано компанією з найкращою репутацією в США.
В 2024 році материнська компанія Google, Alphabet, офіційно досягла ринкової вартості $2 трлн, що є значною подією для технологічного гіганта. І це на тлі розвитку генеративного штучного інтелекту та проблем із регуляторами.
Назва «Google», за найпоширенішою версією, — спотворене написання слова «ґуґол» (англ. googol), яке придумав Мілтон Сіротта, племінник американського математика Едварда Кеснера. «ґуґол» — це число {\displaystyle 10^{100}}, десятковий запис його містить одиницю та сто нулів. За іншою версією, назва «Google» означає «йти дивитися», що походить від злиття двох слів «go» та «ogle».

## Історія
Google почався у січні 1996 року як дослідницький проєкт Ларрі Пейджа та Сергія Бріна, коли вони обидва були аспірантами Стенфордського університету в Стенфорді, штат Каліфорнія.
Зареєстрована як Google Inc., що розташовується в Маунтін-В'ю (Каліфорнія). Її інвесторами є Kleiner Perkins Caufield & Byers та Sequoia Capital. Завдяки своїм технологічним інноваціям Google отримала безліч нагород, в тому числі приз «Голос Народу» за найкращі технічні досягнення і нагороду «Найкраща пошукова система в Інтернет» від Yahoo! Internet Life. Google здобула приз за «Технічну Досконалість» журналу PC і «Найкраща пошукова машина» журналу The Net. Чимраз більше компаній, в тому числі Yahoo!, AOL (Netscape), Washingtonpost.com, використовують пошукові ідеї Google з метою покращити пошук на своїх вебсайтах.
19 серпня 2004 року почала продаж своїх акцій на фондовому ринку (IPO), тобто стала публічною компанією. Розійшлося майже 20 мільйонів акцій загальною вартістю в $1,67 млрд. Власне Google дістались тільки $1,2 млрд. Компанія продала не всі цінні папери, що їй належали: у Google є ще понад 250 мільйонів акцій, якими вона може розпоряджатися на власний розсуд. Google випустила акції двох типів: звичайні (Class A, всього 33,6 млн штук), які перепродаються тепер в системі NASDAQ, і привілейовані (Class B — 237,6 млн штук), рух яких обмежено «стінами» компанії. Кожна привілейована акція при голосуванні може врівноважити десять звичайних. 30 серпня 2004 року на спеціалізованих торгових майданчиках почались торги опціонами компанії Google. Докладніше про IPO див. на сайті Google's Initial Public Offering Information[недоступне посилання з травня 2019]
ґуґол — це число, яке складається з одиниці і ста нулів. Пізніше в рекламній компанії заявили, що воно було вибране, щоб показати, що пошукова система хоче забезпечити людей великою кількістю інформації. Спочатку Google працював на сайті Стенфордського університету і мав назву домену google.stanford.edu.
Доменне ім'я для Google було зареєстровано 15 вересня 1997 року, а компанія була зареєстрована 1998 року. Вона була розташована в гаражі подруги засновників (Сюзен Воджскі) в Менло-Парку (штат Каліфорнія). Крейг Сільверстейн, їхній одногрупник, був найманий як перший працівник.
22 червня 2010 року корпорація Google відкрила офіс в Україні.
15 серпня 2011 року було оголошено про те, що Google купив виробника мобільних пристроїв Motorola Mobility за $12,5 млрд.
10 серпня 2015 року Сундара Пічаї оголосили наступним генеральним директором (CEO) Google. Google став найбільшою дочірньою компанією Alphabet.
1 серпня 2018 року компанія Google запустила сервіс «Товарні оголошення Google» (Google Shopping) в Україні. Google Shopping — рекламне рішення, спрямоване на поліпшення користувацького досвіду, що дає змогу відстежувати покупки, порівнювати різні продукти, їхні функції та ціни, а потім безпосередньо зв'язуватися з продавцями для здійснення покупки. Рішення працює на базі Merchant Center — інструменту, який дозволяє завантажувати дані про магазин і товари в Google і робить їх доступними для товарних оголошень та інших служб Google.
19 березня 2019 року Google оголосив про вихід на ринок відеоігор, запустивши хмарну ігрову платформу під назвою Google Stadia.
У грудні 2019 року колишній операційний директор PayPal Білл Реді став новим керівником комерції Google, який пізніше сприятиме розвитку Google Pay.
У січні 2021 року, уряд Австралії створив законопроєкт, згідно з яким Google і Facebook повинні платити медіакомпаніям за право користуватися їхнім контентом. У відповідь Google пригрозив закрити доступ до своєї пошукової системи в Австралії.
У вересні 2021 року компанія Google оголосила про те, що купує офісну будівлю на Мангеттені за $2,1 млрд. Згідно з даними компанії Real Capital Analytics, купівля Google офісної будівлі в Нью-Йорку — це найдорожча угода в цьому сегменті з початку пандемії COVID-19 та одна з найдорожчих в історії США.
У червні 2023 року, компанія Google відмовилася від хмарної ігрової платформи під назвою Google Stadia, яка вийшла на ринок відеоігор ще в 2019 році. Замість неї, Google розпочав тестування онлайн-ігри безпосередньо на YouTube, яка отримала назву Playables. Вона дозволить користувачам запускати ігри безпосередньо на платформі YouTube, причому як у web-версії, так і в мобільних додатках для Android та iOS. Згідно повідомлення, станом на 25 червня 2023 року, доступна поки ще тільки одна гра – Stack Bounce.
В ніч на 10 серпня 2023 року, Google розпочав проводити масові блокування своїх сервісів у Росії. Російський бізнес компаній, які перебувають під санкціями США, почали скаржитися на закритий доступ до Google Workspace, відсутність доступу до корпоративної пошти, документів, диску та інших корисних для компаній сервісів.
З 1 грудня 2023 року, згідно повідомлення CNN, Google розпочинає видалення акаунтів, якими не користувались щонайменше 2 (два) роки.
20 травня 2024 року, за повідомленням агентства Reuters, компанія Google, що входить до холдингу Alphabet, з метою підтримання зростання бізнесу ШІ в Європі, вкладає ще €1 млрд (або $1,1 млрд) у розширення свого центру обробки даних у Фінляндії.

## Дата-центри Google
Згідно з офіційними даними, станом на 2022 рік, Google має 23 власних дата-центрів, в тому числі: 
- в Північній Америці — 14;
- в Південній Америці — 1;
- в Європі — 6;
- в Азії — 2.

Офіційний сайт компанії відображає лише кількість і потужності, що знаходяться в безпосередній власності Google. Крім них, компанія має багато стратегічних партнерів по всьому світу. Наприклад, платформа Google Cloud у Польщі була відкрита завдяки партнерству з польською компанією DCP (Poland's Domestic Cloud Provider). Google інвестував близько $2 млрд в інфраструктуру центру обробки даних (ЦОД) у Польщі, перетворюючи країну на центральну хмарну локацію Європи.
Перший сервер компанії знаходився в дата-центрі Exodus у місті Санта-Клара, штат Каліфорнія (США). Тоді, у 1999 році, у Google ще не було своїх ЦОД, а наявна потужність – лише 2,5 м² інфраструктури. По сусідству стояли серверні стійки eBay, DEC та AltaVista. У 2003 році, на початку будівництва власних ЦОД, Google розробляв модульні дата-центри, які планував використовувати в майбутньому. В тому ж, 2003 році, Google побудував перший повноцінний ЦОД в окрузі Дуглас міста Атланта, штат Джорджія (США). Згодом, 2007 року, технологія була запатентована. Всі центри обробки даних (ЦОД) мають свою історію будівництва та унікальні технічні особливості. 
З 2018 по 2022 рік було оголошено про початок зведення ще як мінімум 6 дата-центрів.
В серпні 2024 року компанія Alphabet Inc. Google отримала відмову в дозволі на будівництво ЦОД неподалік Дубліна (Ірландія). План техногіганта створити комплекс технічних приміщень площею 72 400 м² був відхилений Радою округу Південний Дублін. У рішенні було зазначено, що він не відповідає деяким вимогам сталого розвитку Ірландії, а саме ЦОД, які забезпечують хмарні сервіси та ШІ, споживатимуть третину електроенергії країни до 2026 року, порівняно з 18 % у 2022 році.

## Пошукова машина

Вікно Google Україна

Лідер пошукових машин Інтернет, Google займає 65 % світового ринку. Наразі Ґуґл щоденно реєструє близько 50 млн пошукових запитів та індексує понад 8 мільярдів вебсторінок. Google може знаходити інформацію 101 мовою; Google перша і поки що єдина глобальна пошукова система, що вміє розшукувати запити серед есперантомовних текстів. Google наприкінці серпня 2004 року складалась зі 132 тис. машин, розташованих в різних точках планети (джерело інформації — колишній високопоставлений співробітник компанії)[джерело?].

### Пошукові запити
Інтерфейс Google містить досить складну мову запитів, що дозволяє обмежити область пошуку окремими доменами, мовами, типами файлів тощо. Наприклад, пошук «intitle: Google site: wikipedia.org» видасть всі статті Вікіпедії всіма мовами, у заголовку яких зустрічається слово «Google»  [Архівовано 20 вересня 2012 у Archive.is].
Потужна мова запитів у руках хакерів може бути використана для дослідження вебсайтів на вразливість.

### Doodle
На честь великих свят, а також днів смерті та народження видатних людей, на головній сторінці пошукової системи змінюється логотип, стилізований під подію. Наприклад, з нагоди дня народження Наполеона Орди 11 лютого 2010 року на логотипі білоруського домену Google з'явились акварелі цього відомого художника, 6 червня вітали з 121-річчям Марка Шагала (логотип був у вигляді колажу із фрагментів його робіт). Після десятилітнього очікування, 22 березня 2011 року Google виграв патент на «Google Doodle».

## Інші сервіси
Крім пошукової системи, сайт google.com надає багато інших безкоштовних послуг, зокрема популярна поштова служба Gmail (Google Mail). Українською мовою станом на липень 2008 року доступні такі сервіси компанії:

### Вебсервіси
- — соціальна мережа
- — стартова сторінка Google;
- Gmail — електронна пошта;
- — блог-сервіс;
- — бічна панель браузера, яка дозволяє переглядати коментарі до будь-якої вебсторінки, додавати свої коментарі і ділитися ними з іншими користувачами.
- Google Документи — онлайн-сервіс для роботи з документами, таблицями та презентаціями (пакети сумісні з Word, Excel, PowerPoint);
- Google Drive — онлайн-сервіс для зберігання файлів користувачів у «хмарному сховищі»);
- Web Albums — сервіс для публікації фото в інтернеті;
- Історія вебпошуку
- Календар Google — онлайн-календар;
- — соціальна мережа;
- Каталог Google — вебсайти, впорядковані за тематичним принципом;
- — дискусійні групи
- Пошук у блогах — Пошук інформації у популярних блог-сервісах;
- Google Академія
- — сервіс аналізу активності відвідувачів на сайтах
- Page Creator — сервіс зі створення найпростіших вебсторінок
- Сайти Google — сервіс для створення повноцінних вебсторінок, як для власників аккаунтів Google, так і незалежних користувачів.
- Користувацький пошук Google — сервіс для створення персональних пошукових системи з пошуком і розміщенням на вибраних вами сайтах.
- Оптимізатор вебсайтів — сервіс оптимізації вебсайтів з точки зору ефективного розміщення реклами і оптимального доступу до інформації
- Google Оповіщення — сервіс оповіщення про нові записи в пошуковій системі Google за ключовими словами, які задані користувачем
- Інструменти для вебмайстрів — найнеобхідніша статистика для власників сайтів
- — сервіс формування контекстної реклами на сайтах
- — система статистичного машинного перекладу слів, текстів, фраз, вебсторінок між будь-якими парами мов.
- Google Ads — сервіс розміщення контекстної реклами на сайтах
- — сервіс векторних та растрових (фотознімків з літаків та супутників) географічних карт
- — сервіс потокової музики, який дозволяв зберігати музичну бібліотеку на серверах Google
- Google Reader — сервіс візуалізації RSS-стрічок (2 липня сервіс було закрито)
- — відеохостинг
- — сервіс потокової музики
- — сервіс повноцінного пошуку книг.

Google вже неодноразово закривав свої проєкти, в тому числі і ті, які користувалися чималою популярністю. Наприклад, 2008 року компанія закрила свій віртуальний світ Lively, запущений з великою помпою, а у 2013 році закрився Google Reader, у якого була чимала аудиторія користувачів.
У 2010 році було закрито великий проєкт — Google Wave. Незважаючи на гучний запуск в 2009 році Google Wave, компанія визнала, що цьому сервісу не вдалося завоювати популярність у широкої публіки (машини Street View, які фотографують вулиці, збирали особисту інформацію) і стати заміною інших служб спілкування та спільної роботи в Мережі. Того ж року була запущена соціальна мережа Buzz, куди Google додав мільйони людей без їхнього дозволу. Компанія також оприлюднила у відкритому доступі величезні списки контактів та інших персональних даних.
У червні 2011 року компанія оголосила про плани закриття двох колись дуже амбітних проєктів — Google Health і Google PowerMeter. Проєкт Google Health був запущений в травні 2008 року. З допомогою цього сервісу користувачі могли зберігати в Мережі свої медичні дані, такі як інформація про здоров'я, довідки і рецепти лікарів, пересилаючи їх іншим людям. За словами представників інтернет-гіганта, цей сервіс призначався для широкої аудиторії користувачів, проте так і не зміг завоювати значну популярність. Проєкт Google PowerMeter компанія запустила у 2009 році. Цей інструмент дозволяє користувачам відстежувати енергоспоживання у своєму будинку з будь-якої точки з інтернет-підключенням.
У липні 2011 року Google оголосив, що незабаром закриє Google Labs — відому платформу, яка широко застосовувалася для тестування різних експериментальних функцій і сервісів.

### ПЗ
- — оглядач фотознімків поверхні Землі, Марса, а також космічного простору;
- — операційна система і платформа для мобільних телефонів та планшетних комп'ютерів з відкритим кодом.
- — браузер;
- OS — безкоштовна операційна система, побудована на ядрі Linux, основною особливістю якої є зберігання даних в інтернеті;
- — панель інструментів Google;
- — програма для роботи з цифровими фото.

### Апаратне забезпечення
- Google  — дисплей доповненої реальності, що кріпитиметься на голові (head-mounted display) і матиме вигляд окулярів;
- Chromebook Pixel — перший ноутбук, створений повністю компанією Google;
- Moto X — перший смартфон, зроблений компанією Motorola Mobility після придбання останньої компанією Google;
- Nexus Q — медіа-розважальний пристрій, що належить до лінійки продуктів Google Nexus і працює під управлінням Android 4.0 (Ice Cream Sandwich);
- Chromecast — наступник Nexus Q, що працює на Chrome OS;
- Chromebox — компактний комп'ютер на операційній системі Chrome OS, розроблений Samsung спільно з Google;
- Google Pixel — бренд компанії під яким випускають смартфони та планшети.

## Безпека та конфіденційність
Google постійно впроваджує нові засоби безпеки, щоб допомогти користувачам захистити свої особисті дані. Так, на початку серпня 2023 року, компанія анонсувала функцію, яка попереджатиме користувачів про можливий витік їх особистих даних в Інтернет. Нововведення буде працювати в пошуковій системі Google, автоматично перевіряючи введені користувачем дані, такі як адреса електронної пошти або пароль, на предмет їх витоку.
Якщо система виявить, що раніше вони були втрачені, система попередить користувача та запропонує рекомендації щодо посилення безпеки. Крім того, Google вводить новий розділ «Безпека та конфіденційність» в налаштуваннях облікового запису, де користувачі зможуть керувати своїми налаштуваннями конфіденційності та безпеки в одному місці. Ці нововведення є частиною зусиль Google щодо зміцнення захисту даних користувачів та підвищення їх обізнаності з питань конфіденційності.
На початку травня 2024 року Google зіткнулася з проблемами безпеки у своєму коді Android Open Source Project (AOSP). Зокрема, у програмах для Pixel виявлено вразливості, що дозволяють отримати доступ до геолокації через камеру та файлів через компонент WebView. Google підтвердила усунення проблем і заявила про пріоритетність безпеки користувачів, наголосивши на важливості співпраці з дослідниками в галузі безпеки для покращення захисту екосистеми Android.
З 1 жовтня 2024 року Google почав блокувати додатки на смартфонах з ОС Android, які були завантажені користувачами з піратських ресурсів. Тепер, під час спроби запустити піратську версію гри з'являється повідомлення про помилку, і користувача перенаправляють на сторінку магазину Play Market, де пропонують придбати офіційний додаток. Цей крок пов'язаний, насамперед, з посиленням безпеки користувачів від загроз піратського контенту.

## Факти

### Компанія, фінансування, дохідність
Перше фінансування для Google становило $100 тис від Енді Бехтольсгейма, одного з засновників Sun Microsystems, отримані в серпні 1998 року, ще до реєстрації компанії. На початку 1999 року, будучи ще аспірантами, Брін і Пейдж вирішили, що їхня пошукова система надто відволікає їх від навчання. Вони запропонували голові Exite Джорджу Беллу продати її за $1 млн, але він відмовився від їхньої пропозиції. 7 червня 1999 року було проголошено про раунд фінансування у розмірі $25 млн, з такими великими інвесторами як венчурні компанії Kleiner Perkins Caufield & Byers і Sequoia Capital.
Первинна публічна пропозиція (IPO) Google відбулася п'ять років по тому, 19 серпня 2004 року. Компанія запропонувала 19 605 052 акцій за ціною $85 за акцію. Акції були продані через онлайн-аукціон унікального формату, організований андеррайтерами угоди Morgan Stanley та Credit Suisse. Продаж 1,67 млрд дала Google ринкову капіталізацію у розмірі більш ніж $23 млрд. Переважна більшість з 271 млн акцій залишились під контролем Google, багато працівників Google миттєво стали мільйонерами-власниками цінних паперів. Yahoo!, конкурент Google, також отримав користь, оскільки володів 8,4 млн акцій Google до проведення IPO.
31 жовтня 2007 року вартість акцій досягла $700, насамперед через сильний продаж і доходу на ринку онлайн-реклами. В теперішній час компанія вказується на біржі NASDAQ під тікером GOOG і на Франкфуртській фондовій біржі під тікером GGQ1.
- Google входить в п'ятірку найбільших клієнтів компанії AMD і є клієнтом, який складає найбільше число комп'ютерів не для продажу.
- Переважна більшість з сотень тисяч комп'ютерів, що працюють на Google, складено в компанії.
- Google — четвертий у світі за обсягом кількості складених ПК, після Dell, Hewlett-Packard та IBM.

У квітні 2020 року, компанія анонсувала низку заходів, спрямованих на зниження корпоративних витрат через економічний вплив пандемії коронавірусної хвороби 2019 року, що включає зниження темпів найму нових співробітників до кінця 2020-го року, перегляд інвестицій у центри даних, маркетингові заходи тощо.
В жовтні 2021 року Google прозвітувала про найбільше зростання виручки за підсумками кварталу протягом останніх 14 років і майже подвоїла свій прибуток Компанія протягом року показала квартальне зростання, яке зазвичай фіксувавлося протягом двох років.
Міжнародний материнський конгломерат компаній Alphabet Inc. повідомив, що виручка Google виросла на 41 % — до 65,12 млрд дол. При цьому, компанія отримала прибуток в 21,03 млрд дол — це майже втричі більше фінансових показників до пандемії. Рекламний бізнес Google приніс компанії 53,13 млрд дол доходів, що на 43 % більше, ніж за той же період минулого року (37,1 млрд дол).
Фіндиректор компанії Рут Порат заявила, що зміна політики конфіденційності Apple виявила "стриманий вплив на виручку YouTube"Виручка підрозділу Google Cloud, до якого входять, зокрема, платформи для аналізу й інструменти для спільної роботи, зросла на 45 % — до $4,99 млрд.
В січні 2025 року, згідно щорічного дослідження Brand Finance Global 500, вартість Google (порівняно з 2024 роком), зросла на 24 % – до $413nbsp;млрд.

### Google і суспільство
- Через популярність пошуковика в англійській мові з'явився неологізм «to google» («ґуґлити»), який вживають для позначення будь-якого пошуку інформації (вживають не лише стосовно Інтернету, а й під час ходіння по бібліотеці тощо). Це дієслово занесено до словників англійської мови, наприклад, словник Merriam-Webster [Архівовано 4 вересня 2012 у Archive.is]. Часто вживаються аналогічні дієслова й у багатьох інших мовах, у тому числі й в українській — «ґуґлити».
- Вид мадагаскарських мурах Proceratium google було названо на честь сервісу Google Earth, який допоміг відкривачеві у його дослідженнях.
- Частка плагіату в загальному обсязі дипломних робіт і дисертацій, які захищаються в університетах Західної Європи, досягає 30 %. Цю цифру наводить у своєму дослідженні «Синдром копіювання Google» (англ. Google Copy-Paste Syndrome) австрійський учений Штефан Вебер. Цей феномен він визначає як «безмозку текстову культуру» (англ. Text culture without brains).

### Google та COVID-19
Під час пандемії коронавірусної хвороби COVID-19 зріс вплив пошукової системи Google на обізнаність громадськості щодо миття рук для запобігання поширенню хвороби.

### Google та штучний інтелект
На початку травня 2023 року, за повідомленням The New York Times, вчений в галузі інформатики Джеффрі Хінтон, якого ще називають «хрещеним батьком штучного інтелекту», залишив посаду віцепрезидента Google. За словами Хінтона, він зробив це, щоб відкрито попередити громадськість про ризики, пов’язані з використанням ШІ. Як стало відомо, у вченого викликала тривогу можливість створення повністю автономної зброї на базі штучного інтелекту. Хоча деякі з порушених ним питань мають суто теоретичний характер, Хінтон побоювався ескалації, пов’язаної з розгортанням штучного інтелекту, яку неможливо зупинити без ефективних засобів контролю або жорстких обмежень. Хінтон пояснив, що його позиція щодо систем штучного інтелекту почала змінюватися минулого року, коли Google, OpenAI та інші компанії почали створювати власні моделі штучного інтелекту, що іноді перевершують людський інтелект. Побоювання Хінтона поділяють багато впливових вчених та керівників технологічних фірм. А саме, Ілон Маск, Стів Возняк, а також понад 1000 інших експертів у галузі штучного інтелекту та представників IT-індустрії у своєму відкритому листі закликали ввести піврічний мораторій на навчання систем штучного інтелекту у зв’язку з необхідністю вирішення етичних проблем та питань безпеки.
У вересні 2024 року, як повідомило агентство Reuters, генеральний директор компанії Сундар Пічаї оголосив про створення інвестиційного фонду у розмірі $120 млн для створення освітніх програм зі ШІ.
У травні 2025 року, під час конференції «Google I/O 2025», стало відомо, що компанія Google відкрила доступ для українських користувачів до функції AI Overviews в пошуку. До цього ШІ-пошук був доступним лише в обмеженому переліку регіонів. Технологія за допомогою ШІ формує стислу відповідь на запит і надає посилання на першоджерела.

### Благодійність
У 2004 році Google створила некомерційне благодійне відгалуження — Google.org (Google Foundation), зі стартовим капіталом близько $1 млрд. Основними напрямками діяльності цієї організації є інформування суспільства і сприяння розв'язанню проблем зміни клімату, глобального потепління та бідності. Одним із перших його проєктів є роботи в галузі гібридних та електричних транспортних засобів.
У 2007 році компанія Google стала спонсором і активним учасником декількох гей-парадів в Сан-Франциско, Нью-Йорку, Дубліні і Мадриді.
У 2008 році Google презентувала «проєкт 10^100», в якому всі охочі можуть запропонувати ідею, а потім спільно обрати ту, яка імпонує якомога більшій кількості людей. На момент початку голосування запропоновано понад 150 тисяч ідей від людей із 170 країн. У голосуванні бере участь 16 груп ідей, із яких буде вибрано до 5, на допомогу в реалізації яких Google виділив $10 млн.
У лютому 2010 року Google пожертвував $2 млн на підтримку Вікіпедії. Гроші адресовані фонду Вікімедіа. Отримані гроші фонд Вікімедіа скерував на експлуатаційні витрати, включаючи інвестиції в технічну інфраструктуру і на розвиток підтримки енциклопедії.

## Корпоративна культура
У 2013 році Google вчетверте очолила список 100 кращих роботодавців США, який щорічно публікує Fortune.
У Google діяла програма «20 відсотків», в рамках якої інженери можуть витрачати 20 % робочого часу на проєкти, які не входять в їх робочі обов'язки, однак, з 2011 року компанія стала на шлях становлення максимальної ефективності, і відмовилася від даної програми.

### Підбір персоналу
При прийомі нових співробітників серед іншого оцінюється їх здатність працювати в умовах чинної корпоративної культури, зокрема в пласкій організаційній структурі й оточенні, що швидко змінюється. Успішний кандидат повинен володіти талантом, креативністю, бути етичним, відкритим, вміти справити враження і без ділового костюма.
Мільйони поданих онлайн резюме спочатку обробляються автоматично, виявляючи тих, хто потенційно може підійти компанії.
Прагнучи привернути таланти, компанія проводить серед студентів коледжів турнір Google Code Jam. На цьому турнірі програмісти змагаються у розв'язанні задач на час. 15 фіналістів запрошують в штаб-квартиру Google на фінальний раунд.

### Персонал Google Ukraine
Станом на 2023 рік, Google Ukraine — це близько 100 спеціалістів, які об’єднані однією метою зробити пошуковий сервіс кращим і доступнішим. Ще три роки тому український офіс Google мав вдвічі менше співробітників. 
На початку жовтня 2023 року, Google покинув Дмитро Шоломко, який останні 17 років, з дня його запуску в 2007 році, фактично очолював представництво Google Ukraine. Шоломко та пресслужба компанії підтвердили, що він пішов з компанії, але деталі не коментують.
Наприкінці листопаду 2023 року Google відкрив в Україні вакансію на посаду Country Director.
20 серпня 2024 року компанія Google оголосила про призначення Тетяни Лукинюк на посаду нової директорки Google Ukraine.

## Збої в роботі
12 серпня 2023 року, згідно з даними детектору збоїв Downradar, у Росії спостерігалися збої в роботі пошукової системи Google, найбільшу кількість повідомлень зафіксовано в Москві (РФ). Як випливає з повідомлення детектору збоїв, станом на 23:00, 12 серпня зафіксовано близько 2 тисяч звітів про збої в роботі пошукової системи. Найбільше збоїв було зафіксовано в Москві (1236), а також у Санкт-Петербурзі (264), Казані (117), Новосибірську (72) і Челябінську (71). Пік збоїв стався між 17 і 20 годинами.
Наприкінці листопада 2023 року користувачі Google Drive з різних куточків світу повідомили, що в останній час збережені в хмарі файли почали раптово видалятися, а сам сервіс відкотився до стану за квітень-травень 2023 року. При цьому в логах активності постраждалих акаунтів не виявлено жодних змін. Тобто користувачі не видаляли власні дані помилково, і річ у певному збої в роботі сервісу і синхронізації даних між локальними пристроями та хмарою Google.

## Конкурентна боротьба
21 червня 2023 року, згідно повідомлення CNBC, Google звинуватила Microsoft в антиконкурентних діях на ринку хмарних сервісів та в кіберзагрозі для національної безпеки США. Юристи Google надали Федеральній торговій комісії США докази, що Microsoft за допомогою своїх продуктів Windows Server і Microsoft Office створює перешкоди великій кількості клієнтів при використанні будь-яких інших продуктів, які не входять до хмарної інфраструктури Azure. Коаліція за справедливе ліцензування програмного забезпечення (CFSL) підтвердила Федеральній торговій комісії США, що Microsoft не дає клієнтам вибирати інших хмарних провайдерів. Також вони стверджують, що Microsoft обмежує можливості інтеграції конкуруючих сервісів і встановлює свої продукти за замовчуванням.

## Порушення права на недоторканність приватного життя

### 2005
Вперше проблеми у зв'язку з порушенням прав людини у Google почалися ще в 2005 році. При створенні карт Google Earth були використані зображення даху американського Білого дому, що становить загрозу для національної безпеки Сполучених Штатів. Американська громадськість була глибоко обурена тим, що потенційні терористи отримали шанс детально розглянути системи захисту Білого дому, розташовані на даху.

### 2008
Наступним гучним скандалом, пов'язаним з Google, став позов проти американської сім'ї Борінг зі штату Пенсільванія. 2008 року подружжя Борінг звинуватила компанію Google у порушенні недоторканності їхнього приватного життя. При створенні загальносвітових міських віртуальних карт Google Street View були використані зображення будинку і басейну подружньої пари. Борінг негайно подали в суд і зажадали від Google $25 тис, як компенсацію за заподіяну моральну шкоду. Однак їхній перший позов не був задоволений. Проте, судові розгляди були продовжені, і за рішенням суду в 2010 році Борінг отримали від компанії компенсацію в розмірі $1. Однак представники Google заявили: "На жаль, абсолютної конфіденційності в сучасному світі не існує, адже є зображення із супутників, які знімають все, не звертаючи уваги на знаки «приватна територія». Однак фахівці компанії можуть прибрати зображення зі свого сервера, якщо їх попросити про це в приватному порядку.

### 2009
Проти Google також виступив Американський Національний Юридичний і Політичний Центр (NLPC). Як доказ порушення сервісом приватних прав, члени центру надали інформацію про одного з керівників Google, зібрану за допомогою сервісів компанії менш ніж за пів години — зображення його будинку, номера машин, припаркованих біля нього, назва фірми, що займається благоустроєм його території і навіть назва охоронної фірми, клієнтами якої є його сусіди.

### 2013
Влітку 2013 року завдяки колишньому співробітнику американських спецслужб Едварду Сноудену стало відомо про те, що американський уряд платив Google, Yahoo, Microsoft і Facebook мільйони доларів за розкриття інформації про інтернет-користувачів (в рамках програми PRISM). Витрати, згідно з документами, були покриті підрозділом Агентства національної безпеки, відомим як Відділ роботи зі спеціальними джерелами. У відповідь на це головний юрист Google Девід Драммонд опублікував у блозі компанії відкритий лист, адресований генпрокурору США і директору ФБР, в якому просив дозволити оприлюднити в регулярному звіті Transparency Report детальну інформацію про урядові запити, в тому числі про запити, заснованих на Законі про нагляд за діяльністю іноземних спецслужб (FISA). За твердженням Драммонда, відповіді на ці запити не забезпечували уряду США прямого доступу до даних користувачів.

### 2020
На початку серпня 2023 року, згідно повідомлення The Verge, компанія Google опинилася під загрозою штрафу за те, що незаконно відстежувала активність в інтернеті мільйонів людей, які користувалися режимом інкогніто або приватного доступу у своїх браузерах. Каліфорнійський суд (США) вирішив, що позов, поданий групою користувачів, має підстави для розгляду на судовому процесі. Якщо Google буде визнана винною, їй доведеться заплатити $5 млрд компенсації. Позивачі звинуватили Google у тому, що cookie, аналітика та інструменти Google у застосунках продовжували збирати інформацію про їхню активність в інтернеті, навіть коли вони активували режим інкогніто в Chrome, приватний доступ Safari та їх аналоги в інших браузерах. Позов проти Google було подано ще у 2020 році з вимогою відшкодування збитків на суму щонайменше $5 млрд. Судовий процес за цією справою очікується у 2024 році.

## Штрафи

### 2017
В 2017 році Єврокомісія виявила, що компанія Google віддає перевагу результатам свого власного сервісу порівняння цін Google Shopping у результатах пошуку, ставлячи конкурентів у невигідну позицію. Тому компанія має сплатити штраф у розмірі €2,4 млрд. 10 вересня 2024 року, як повідомив європейський інформаційний телеканал Euronews, Верховний суд Євросоюзу відмовив компанії Google в апеляції та залишив у силі штраф перед ЄС у розмірі €2,4 млрд.

### 2019
У 2019 році Єврокомісія наклала на Google штраф у розмірі €1,5 млрд. Це покарання було накладено за порушення антимонопольного законодавства, пов’язаного з рекламною платформою AdSense. Єврокомісія стверджувала, що Google зловживала своїм домінуючим становищем на ринку, обмежуючи конкурентів у розміщенні реклами на сайтах видавців. Зокрема, компанію звинувачували в тому, що вона нав’язувала видавцям умови, які перешкоджали рекламі конкурентів. У вересні 2024 року Суд Європейського Союзу визнав, що в початковому рішенні були допущені процедурні помилки, які призвели до скасування штрафу.

### 2021
16 лютого Google заплатив Франції 1,1 млн штрафу через некоректне відображення рейтингів готелів у країні.
7 червня Франція наклала штраф на Google у розмірі €220 млн за зловживання становищем на ринку реклами. Причиною стало звернення News Corp Inc, групи Figaro і групи Rossel The Voice до відомства з питань конкуренції Франції.
13 липня Франція оштрафувала Google на €500 млн за порушення авторських прав. Також компанію зобов'язували протягом липня-серпня запропонувати компенсації для інформаційних аґенцій за використання їхніх новин. Якщо цього не буде зроблено, компанію буде додатковано оштрафовано на суму до €900 тис. щодня.
У вересні Південна Корея оштрафувала Google на $176,6 млн після того, як Корейська комісія зі справедливої торгівлі (KFTC) дійшла висновку, що компанія перешкоджала ринкової конкуренції в країні.

### 2022
У січні Франція оштрафувала Google на понад €150 млн за те, що компанія ускладнила можливість відмовитись від онлайн-трекерів.

### 2023
У вересні, як повідомило видання The Guardian, корпорація Google уклала мирову угоду з владою штату Каліфорнії (США) за позовом про таємне стеження за американськими користувачами та погодилася виплатити штраф у розмірі $93 млн. Позов проти Google був поданий генеральним прокурором Каліфорнії Робом Бонтом, який звинуватив IT-корпорацію в тому, що вона продовжує стежити за переміщеннями користувачів навіть після відключення в налаштуваннях облікового запису Google функції «Історія розташування». Компанія отримує геодані користувачів не від GPS-модуля смартфона, а аналізуючи їх активність на сайтах та додатках. The Guardian пише, що це не перший випадок, коли Google штрафують у США за таємне стеження за користувачами. 2022 року Google, за аналогічну провину погодився виплатити компенсацію у розмірі $392 млн. Позов був поданий генеральними прокурорами 40 штатів.

### 2024
19 липня Таганський районний суд Москви (РФ) оштрафував Google LLC на $45000. Приводом для притягнення компанії до відповідальності стала відмова видалити так звані «фейки» про російську армію та війну проти України. Перед цим компанію також штрафували на 4 та 4,6 млн рублів за невидалення відео про втрати російської армії в Україні, перебіг війни та контенту на тему ЛГБТК+.
31 липня, як повідомило агентство Reuters, Таганський районний суд Москви оштрафував Google на 5 мільйонів рублів ($58038) і TikTok на 4 млн рублів за те, що вони не змогли виявити контент, який дуже схожий на контент, який їх раніше зобов’язали видалити. Москва особливо критикує Google за видалення YouTube-каналів російських ЗМІ та громадських діячів.
30 жовтня, як повідомила телерадіокомпанія CNN, Росія оштрафувала Google на 20 децильйонів доларів. Штраф накладено через відмову сплачувати раніше накладені штрафи за блокування прокремлівських каналів на YouTube. Практично штраф за своїм розміром (~ близько 20 мільярдів трильйонів трильйонів доларів) затьмарює розмір всієї світової економіки.

## Судові розгляди

### Порушення патентних прав
У судовому позові 2019 року компанія «Singular Computing», яка була заснована компʼютерним вченим із Массачусетсу (США) Джозефом Бейтсом, звинуватила Google у порушенні патентів на технології ШІ і вимагала сплати 7 млрд дол. компенсації. У січні 2024 року, компанія Google досягла мирової угоди в позові «Singular Computing» про порушення її патентних прав на процесори, що забезпечують роботу ШІ. За повідомленням агетства Reuters, Угоду уклали того ж дня, коли мали розпочатися заключні слухання за позовом «Singular Computing». Компанія вимагала відшкодувати 1,67 млрд дол. збитків за можливе зловживання Google її інноваціями в галузі ШІ. Представник Google в суді заявив, що компанія не порушувала патентних прав «Singular Computing» і лише «рада вирішити цю проблему».

### Російські телеканали проти Google
У 2022 році судові пристави забрали кошти з російських рахунків Google, що призвело до банкрутства російського підрозділу компанії Google. Вилучені гроші були передані російським телеканалам, таким як RT і «Царьград». Російські суди встановили, що Google заборгувала «Царьграду» 32,8 млрд рублів (273 млн фунтів стерлінгів), однак сума з урахуванням щоденних штрафів може значно зрости. Google звинуватив російські суди в застосуванні довільних санкцій і штрафів у спробі покарати компанію за дотримання міжнародних санкцій. Google також заявив, що сума, яку компанія повинна виплатити за судовим рішенням, була значно меншою за вилучену суму. Всього російська влада конфіскувала у компанії Google понад $100 млн, які надалі витратили на фінансування пропаганди війни в Україні.

### Російські телеканали проти Google 2
28 жовтня 2024 року 17 російських державних телеканалів зажадали від Google 2 ундецильйони (одиниця з 36 нулями) рублів за блокування на відеохостингу YouTube. До цього російський суд зобов’язав Google відновити акаунти російських ЗМІ на відеохостингу, що належить компанії, а у разі невиконання вимог — виплатити неустойку. 

### Антимонопольний судовий процес
12 вересня 2023 року у Федеральному суді Вашингтона (США) розпочався суд стосовно Google у справі про незаконні дії компанії з метою стати домінуючою пошуковою системою у світі. Було повідомлено, що Антимонопольний судовий процес проти Google став найбільшим у США за чверть десятиліття. Суд триватиме десять тижнів, протягом яких компанія за участю понад 100 свідків переконуватиме суддю Аміта Мехту в безпідставності справи, порушеної Міністерством юстиції США. До свідчень проти компанії Google також підключилися десятки штатів США на чолі зі штатом Колорадо. Справа Google зосереджена на заяві уряду про те, що технологічний гігант несправедливо встановив домінування в онлайн-пошуку, уклавши ексклюзивні контракти з виробниками пристроїв, операторами мобільного зв’язку та іншими компаніями, зокрема компанією Apple, які не залишили конкурентам жодних шансів на конкуренцію. За допомогою щорічних виплат мільярдів доларів цим компаніям Google забезпечив статус за замовчуванням своїй пошуковій системі на телефонах і веб-браузерах.
За повідомленнями The Verge та Bloomberg, Федеральний суддя США постановив, що Google порушила антимонопольне законодавство, зберігаючи монополію на ринках пошуку та реклами. Доля Google буде визначена на наступному етапі розгляду, який може призвести до чого завгодно: від доручення припинити певну бізнес-практику до розпаду пошукового бізнесу Google.

### Epic Games проти Google
7 жовтня 2024 року, як повідомило видання The Verge, суд у США виніс остаточне рішення у справі Epic Games проти Google LLC. Так, суд визнав Google Play незаконною монополією. Тепер компанія зобовʼязана надати користувачам більше можливостей завантажувати додатки конкурентів. Видання вказує, що це рішення може кардинально змінити ринок застосунків для Android, якщо Google не зможе призупинити або оскаржити постанову в апеляції. Суд також зобов’язав Google змінити свою білінгову політику, починаючи з 1 листопада 2024 року до 1 листопада 2027 року. Таким чином, розробники зможуть інформувати користувачів про інші способи оплати, розміщувати посилання на альтернативні магазини і встановлювати ціни на свої додатки без прив’язки до системи оплати Google. Google заборонено вступати в певні угоди з розробниками, виробниками пристроїв і операторами зв’язку, а також ділитися доходами з учасниками ринку додатків. Компанія не зможе пропонувати фінансові вигоди за виняткове розміщення застосунків у Google Play або за відмову від розміщення в конкуруючих магазинах. В свою чергу, Epic Games заявила, що Google створила мережу угод, яка практично виключала можливість появи конкурентів. Тепер завдяки рішенню суду у сторонніх магазинів з’явиться можливість конкурувати з Google Play на рівних.